# La Belgique martyre

La Belgique martyre (titre flamand : Het gemartelde België) est un film belge réalisé par Charles Tutelier sorti en 1919. 
Il s'agit du premier film tourné en Belgique après la première guerre mondiale.

## Synopsis
Pendant la Grande Guerre, un jeune paysan flamand est chargé de défendre la ferme familiale pendant que son père est sur le front de l'Yser. Mais les Allemands fusillent la mère, envoient le grand-père en déportation et mettent le feu au village. Le garçon venge sa mère, retrouve sa fiancée à la fin de la guerre et reconstruit la ferme.

## Fiche technique
- Titre français : La Belgique martyre
- Titre flamand : Het gemartelde België
- Réalisation : Charles Tutelier
- Scénario : Charles Tutelier
- Production : Hippolyte De Kempeneer, Compagnie Belge des Films Cinématographiques (CBFC)
- Pays : Belgique
- Langue : français
- Format : muet ; 35 mm
- Longueur : 1 650 m
- Date : 1919

## Distribution
- Nadia d'Angely : la mère
- Rose Deny : Cadette
- Fernand Liesse : le vieux grand-père
- Émile Mylo : Pierre Segers
- Fernand Plangère : le curé[1]
- Abel Sovet : Lieutenant Carl von Freiherr
- Charles Tutelier : Robert, le fils

## Commentaires
À la fin de ce drame patriotique un carton interpelle la Belgique : « Tu renaîtras de tes cendres, car tu t'es placée au premier plan du monde civilisé ».